# Shéhérazade (película de 2018)
Shéhérazade es una película escrita y dirigida por Jean-Bernard Marlin, estrenada el 5 de septiembre de 2018 y protagonizada por Dylan Robert y Kenza Fortas.
Con aceptación del público y la crítica, la película fue candidata a tres nominaciones en los Premios César obteniendo el galardón a Mejor Actor Revelación para Dylan Robert.

## Sinopsis
Zachary, 17 años, sale de prisión. Rechazado por su madre, acaba en las peores calles de Marsella y es ahí donde conoce a Shéhérazade.

## Reparto
- Dylan Robert: Zachary
- Kenza Fortas: Shéhérazade
- Idir Azougli: Riyad
- Lisa Amedjout: Sabrina
- Sofia Bent: Zelda
- Nabila Bounab: Souraya
- Kader Benchoudar: Mehdi
- Nabila Ait Amer: Sara
- Osman Hrustic: Cheyenne
- Abdelkader Benkaddar: Jugurtha
- Assia Laouid: Assia
- Abdellah Khoulalene: Jordi
- Agnès Cauchon
- Charlotte Pourreyron
- Sabine Gavaudan

## Producción

### Casting
Para encontrar a los dos jóvenes actores de la película , el director multiplicó los cástines durante seis meses, dejando prisiones, hogares, escuelas o repartiendo volantes en las calles de Marsella. Dylan Robert fue informado del casting por su educador, cuando salió de la cárcel, mientras se preparaba para reanudar su entrenamiento. Mientras ella ya había dejado el sistema escolar, Kenza Fortas fue vista gracias a su madre que le envió su foto al director de casting.

## Recepción

### Crítica
Los críticos pudieron elogiar mayormente la interpretación de Robert y calificando a la película con mayormente críticas positivas. "Un primer largometraje bien elaborado (...) Es una película sombría sobre vidas jóvenes, pero Marlin y Paillé le dan un toque salvador de amor y confianza" dijo Deborah Young de The Hollywood Reporter.

### Reconocimiento
- 2018: Seleccionado para la Semana de la Crítica - Festival de Cine de Cannes
- 2018: Premio Jean-Vigo al largometraje.
- 2018: Mejor película, Valois Magelis y Valois de la música de cine en el Festival de cine francófono de Angulema.
- Premios César
  - César al Mejor Actor Revelación/ Dylan Robert. (ganador)
  - César a la Mejor Actriz Revelación / Kenza Fortas. (ganadora)
  - César a la mejor ópera prima para Jean-Bernard Marlin (nominado)